# Saint-Rémy-de-Chargnat
Saint-Rémy-de-Chargnat ist eine französische Gemeinde mit 628 Einwohnern (Stand: 1. Januar 2022) im Département Puy-de-Dôme in der Region Auvergne-Rhône-Alpes (vor 2016 Auvergne). Sie gehört zum Arrondissement Issoire und zum Kanton Brassac-les-Mines (bis 2015: Kanton Sauxillanges).

## Geographie
Saint-Rémy-de-Chargnat liegt etwa 33 Kilometer südsüdöstlich von Clermont-Ferrand am Fluss Eau Mère. Umgeben wird Saint-Rémy-de-Chargnat von den Nachbargemeinden Varennes-sur-Usson im Norden und Nordwesten, Usson im Norden und Nordosten, Saint-Jean-en-Val im Osten und Nordosten, Bansat im Süden und Südosten, Saint-Martin-des-Plains im Süden und Südwesten, Les Pradeaux im Westen sowie Parentignat im Nordwesten.

## Bevölkerungsentwicklung
| Jahr                       | 1962 | 1968 | 1975 | 1982 | 1990 | 1999 | 2006 | 2013 |
| Einwohner                  | 382  | 395  | 415  | 381  | 389  | 461  | 550  | 544  |
| Quellen: Cassini und INSEE |      |      |      |      |      |      |      |      |

## Sehenswürdigkeiten
- Kirche Notre-Dame in Chargnat, seit 1989 Monument historique

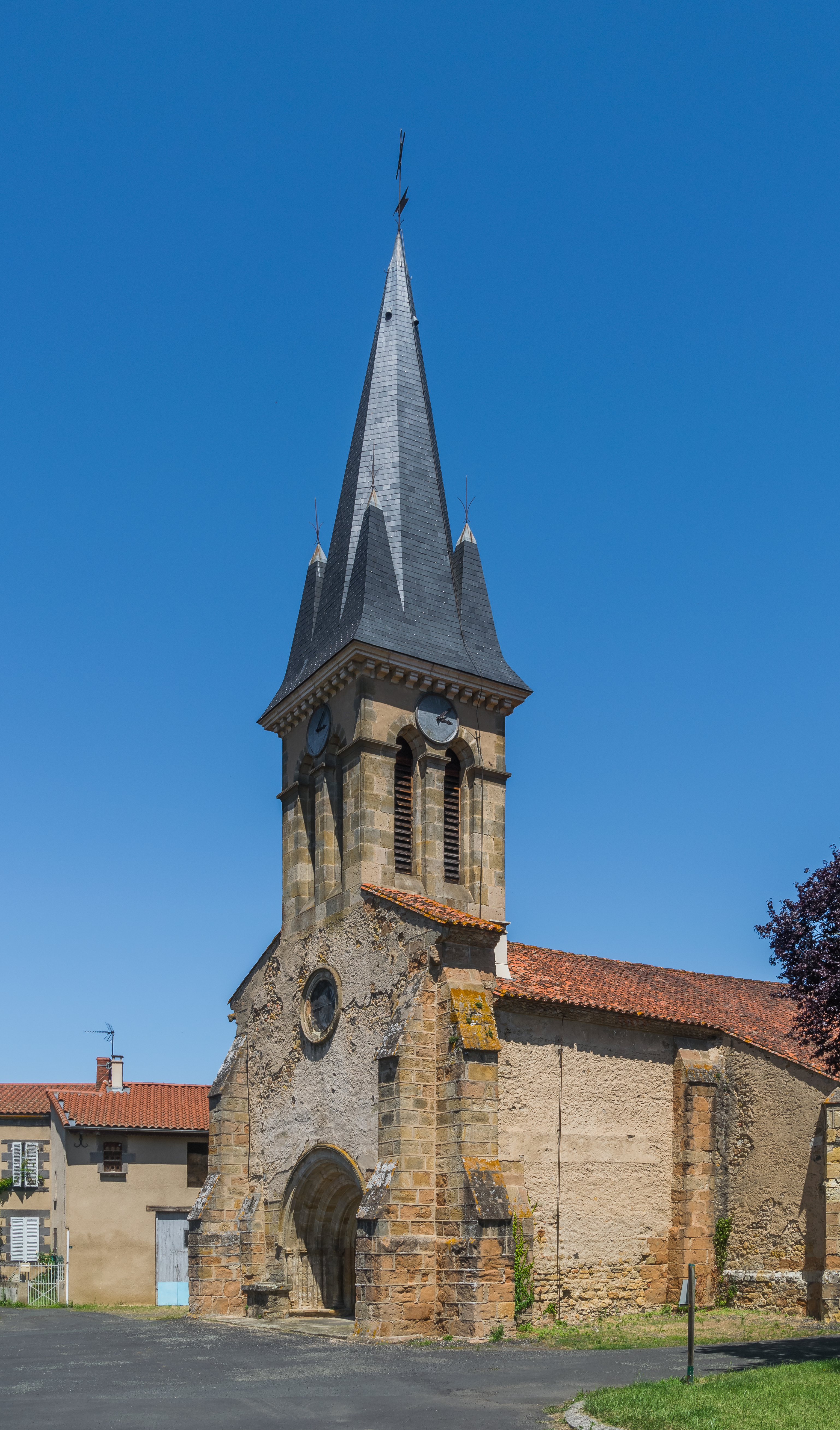
Kirche Notre-Dame